# 꿈의 피라미드
《꿈의 피라미드》는 대한민국의 방송사 KBS에 방송됐던 예능 프로그램이다.

## 기획 의도
대한민국 취업 현실의 문제점을 찾아내고 이를 바로잡을 수 있는 지침을 제시하기 위해 발족한 '꿈의 피라미드'는 더욱 짜임새 있는 테스트를 통해 채용의 공정성을 기하고 재미난 구성과 연예인 활용도를 높여, 시청의 즐거움을 배가시킨다.

## 방송 시간
- 2003년 11월 9일 ~ 2004년 5월 2일 : 매주 일요일 저녁 시간대 (일요일은 101% 코너)
- 2004년 5월 9일 ~ 2004년 10월 31일 : 매주 일요일 오전 10시 50분 ~ 오후 12시

## 출연자
- 유정현
- 이혁재

## 참고 사항
- 일요일 오전에 동시간대인 신비한 TV 서프라이즈 밀리지 못해 시청률 고전을 면치 못했다.

## 같이 보기
- 청년실업
- 취업

| KBS 2TV 일요일 오전 10시 50분대 프로그램               | KBS 2TV 일요일 오전 10시 50분대 프로그램          | KBS 2TV 일요일 오전 10시 50분대 프로그램         |
| 이전 작품                                              | 작품명                                            | 다음 작품                                        |
| ------------------------------------------------------ | ------------------------------------------------- | ------------------------------------------------ |
| 서바이벌 정글특급 (2003년 6월 29일 ~ 2003년 11월 23일) | 꿈의 피라미드 (2004년 5월 3일 ~ 2004년 10월 31일) | 스타 골든벨 (2004년 11월 7일 ~ 2005년 10월 30일) |